# Pseudophasma bispinosum
Pseudophasma bispinosum är en insektsart som först beskrevs av Ludwig Redtenbacher 1906.  Pseudophasma bispinosum ingår i släktet Pseudophasma och familjen Pseudophasmatidae. Inga underarter finns listade i Catalogue of Life.